# 2ЕС10
2ЕС10 «Граніт» — вантажний двосекційний восьмивісний магістральний електровоз постійного струму з асинхронним тяговим приводом, призначений для водіння вантажних потягів на залізницях з шириною колії 1520 мм. Здатний вести потяги вагою 9000 тон на ділянках з рівнинним профілем колії (до 6 ‰) і поїзд вагою 6300 тон на ділянці зі складним гірським рельєфом (до 8 ‰). Передбачена можливість роботи електровоза по системі багатьох одиниць, а також автономна робота однієї секції електровоза.
ТОВ «Уральские локомотивы» (м.Верхня Пишма) поставлять ВАТ «РЖД» 11 електровозів «Граніт» (2ЕС10), а згідно з підписаним договором до 2016 року випустять 221 локомотивів цієї серії. Також слід зазначити, що у планах Укрзалізниці упродовж 2012—2016 років придбати 50 вантажних електровозів постійного струму у ТОВ «Уральские локомотивы».

## Основні відмінності електровоза 2ЕС10
- Інтегрований асинхронний тяговий привід SIEMENS AG на основі тягових перетворювачів з транзисторними модулями IGBT, що забезпечують збільшення міжремонтних пробігів, збільшення потужності електровозу і сили тяги.
- Вдосконалення систем бортової діагностики з передачею даних по виділеному радіоканалу на сервера центра керування перевезеннями і ремонтним підприємствам ВАТ РЖД
- Система автоматичного ведення потяга по заданому параметру перегонного часу ходу з постійним відстежуванням координат локомотива в просторі за допомогою систем GPS/ГЛОНАСС